# سرحون (اسم)
سرحون هو اسم علم مذكر من أصل عربي، ومعناه هو مأخوذ من الفعل سرح، من قولهم سرحت الماشية ذهبت ترعى، وسرح السيل جرى جريًا سهلًا وسرحه أرسله.

## وصلات خارجية
- موسوعة السلطان قابوس لأسماء العرب نسخة محفوظة 5 أبريل 2019 على موقع واي باك مشين.